# (73593) 1806 T-2
(73593) 1806 T-2 – planetoida z pasa głównego asteroid okrążająca Słońce w ciągu 3,75 lat w średniej odległości 2,41 j.a. Odkryta 24 września 1973 roku.